# Técnica de rejilla
La técnica de rejilla es un instrumento de evaluación psicológica de las dimensiones y estructura del significado personal.
Recibe este nombre por el hecho de emplear una matriz en la que involucra constructos por un lado y por otro elementos significativos. Estos elementos significativos son personas elegidas por el sujeto como más representativas en su mundo, así mismo son elementos el yo actual del sujeto y el yo ideal. Estas personas suelen ser una o dos decenas y se clasifican según su función interpersonal con el sujeto (padre, madre, pareja, jefe, amigo, persona no desable...)
Esta técnica fue creada por George Kelly en 1955 dentro de su Teoría de los constructos personales y se enmarca dentro de las técnicas conocidas como subjetivas.
No parte de unos ítems prefijados, sino de la visión del ser humano como creador de significados, con lo que los ítems los va construyendo el investigador junto con el sujeto, en función de sus respuestas, que constituyen los ítems.
Lo que se buscan son similitudes y diferencias entre el entrevistado y los elementos que ha elegido. Estas similitudes y diferencias pueden ser cuantificadas, buscando la relación entre elementos, constructos y puntuaciones, por lo que es una técnica psicométrica.
- Datos: Q7313984